# Liddes
Liddes est une commune suisse du canton du Valais, située dans le district d'Entremont.

## Géographie

Photo aérienne prise en 1946.

Liddes est jouxtée au sud par la commune de Bourg-Saint-Pierre, à l'est par Bagnes, à l'ouest et au nord par Orsières.
Le territoire de Liddes s'étend sur 60,16 km2. Lors du relevé de 2013-2018, les surfaces d'habitations et d'infrastructures représentaient 1,6 % de sa superficie, les surfaces agricoles 27,6 %, les surfaces boisées 27,6 % et les surfaces improductives 43,3 %.
La commune se situe sur l'axe international du Grand-Saint-Bernard. Le village de Liddes est l'avant-dernier village du canton avant le tunnel et le col du Grand-Saint-Bernard qui conduisent en Italie (Vallée d'Aoste).

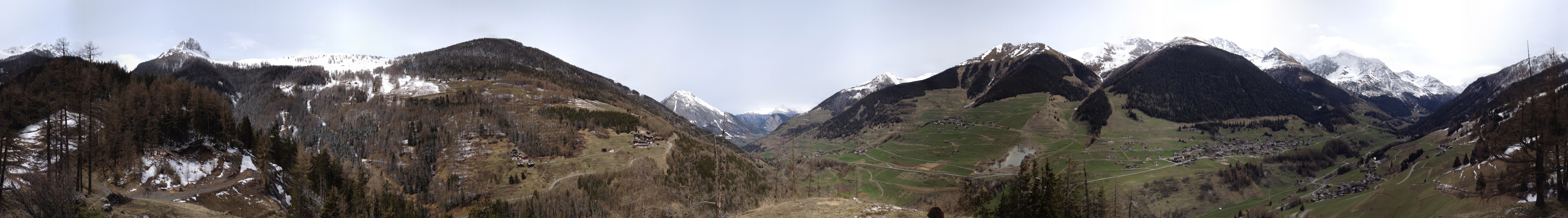
Panorama de la commune de Liddes depuis la Croix.

## Histoire

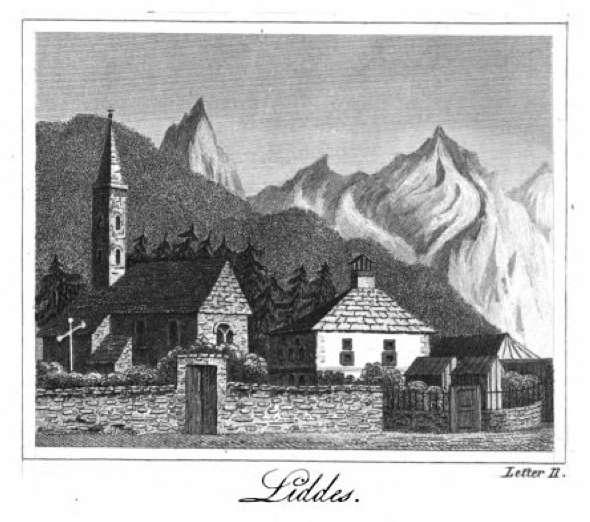
Liddes au XIXe siècle.

Liddes est une ancienne possession de l'évêque de Sion jusqu'en 1475, puis de la Savoie. La famille d'Allinges, dont une branche prendra le nom du lieu, possède à Liddes des droits seigneuriaux, qui passent en 1376 à Amédée VI de Savoie. La commune naît en 1228 en se séparant d'Orsières et obtient des franchises en 1308. Ses structures se modifient à la faveur des changements de régimes : République helvétique en 1798, République rhodanienne du Valais de 1802 à 1810, département français du Simplon jusqu'en 1815. En mai 1800, le passage de l'armée française de réserve occasionne des frais énormes. Diminuée et appauvrie, la population émigre. Une église, dédiée à saint Etienne puis à saint Georges, relève de la mense épiscopale, avant d'être donnée par l'évêque à la communauté du Grand-Saint-Bernard dans la seconde moitié du XIIe siècle. Dès le XVe siècle, chaque hameau possède sa chapelle. Selon un parchemin de 1228, le territoire de la paroisse se confond pratiquement avec celui de la commune. Au début du XIXe siècle, presque tous les habitants (90 %), organisés en communautés d'alpage ou en consortages, vivent de l'agriculture et de l'industrie du bois. Une partie trouve à s'engager comme journaliers dans les communes viticoles de Martigny, Aigle et Bex. Les concessions, accordées depuis 1899 pour la construction d'installations hydroélectriques, alimentent la caisse communale. La station de Vichères-Bavon, qui a lancé le tourisme d'hiver, est créée sous l'impulsion d'Edmond Joris.

## Politique

### Conseil municipal
Le Conseil municipal (exécutif) est élu pour 4 ans au système proportionnel, il se compose de 5 membres.

#### Législature 2024-2028
Le Conseil municipal est composé de 4 membres du Centre et d'un membre d'Entremont Autrement..

#### Législature 2020-2024
Le Conseil municipal était composé de 3 membres du Centre, d'un membre du Parti libéral-radical (PLR) et d'un membre d'Entremont Autrement.

## Population et société

### Gentilé et surnom
Les habitants de la commune se nomment les Lidderains, ou Lidderins (fém. : Lidderindzes).
Ils sont surnommés li Peca-Fâva, soit les mange-fèves en patois valaisan, et les Velans, soit ceux du village, par les habitants du chef-lieu du district, Sembrancher.

### Démographie

#### Évolution de la population
Liddes compte 755 habitants au 31 décembre 2023 pour une densité de population de 13 hab/km2. Sur la période 2010-2019, sa population a diminué de −5,2 % (canton : 10,5 % ; Suisse : 9,4 %).  

#### Pyramide des âges
En 2020, le taux de personnes de moins de 30 ans s'élève à 32,3 %, similaire à la valeur cantonale (31,7 %). Le taux de personnes de plus de 60 ans est quant à lui de 28 %, alors qu'il est de 26,6 % au niveau cantonal.
La même année, la commune compte 373 hommes pour 362 femmes, soit un taux de 50,7 % d'hommes, supérieur à celui du canton (49,6 %).
| Hommes | Classe d’âge | Femmes |
| ------ | ------------ | ------ |
| 0,3    | 90 ans ou +  | 1,9    |
| 8,0    | 75 à 89 ans  | 11,0   |
| 18,8   | 60 à 74 ans  | 16,0   |
| 24,4   | 45 à 59 ans  | 22,1   |
| 17,4   | 30 à 44 ans  | 15,5   |
| 19,0   | 15 à 29 ans  | 16,0   |
| 12,1   | - de 14 ans  | 17,4   |

| Hommes | Classe d’âge | Femmes |
| ------ | ------------ | ------ |
| 0,5    | 90 ans ou +  | 1,2    |
| 7,5    | 75 à 89 ans  | 9,4    |
| 16,8   | 60 à 74 ans  | 17,7   |
| 22,2   | 45 à 59 ans  | 21,7   |
| 20,3   | 30 à 44 ans  | 19,4   |
| 17,7   | 15 à 29 ans  | 16,6   |
| 14,9   | - de 14 ans  | 14,1   |

### Infrastructures
Liddes possède une école primaire ; pour l'école secondaire, les enfants se déplacent à Orsières.

## Culture et patrimoine

### Patrimoine religieux
Le village de Liddes est entouré de deux chapelles, l'une au nord dédiée à saint Laurent, et l'autre au sud dédiée à saint Étienne, l'église principale étant dédiée à saint Georges. La fête patronale est le 23 avril. Les villages de Rive-Haute et de Chandonne possèdent aussi une chapelle. Depuis 1996, le village de Dranse a un oratoire.

### Liddes dans la culture
- 1923 : Visages d'enfants, film de Jacques Feyder.

### Héraldique
| Blason | Blasonnement : « De gueules au saint Georges vêtu d'azur, nimbé d'or, monté sur un cheval cabré d'argent, bridé du même et sellé d'or bordé de gueules, terrassant de sa lance d'or un dragon de sinople. » |

Les armoiries de Liddes datent peut-être du XVIIIe siècle (sceau anonyme).